# Ślad węglowy

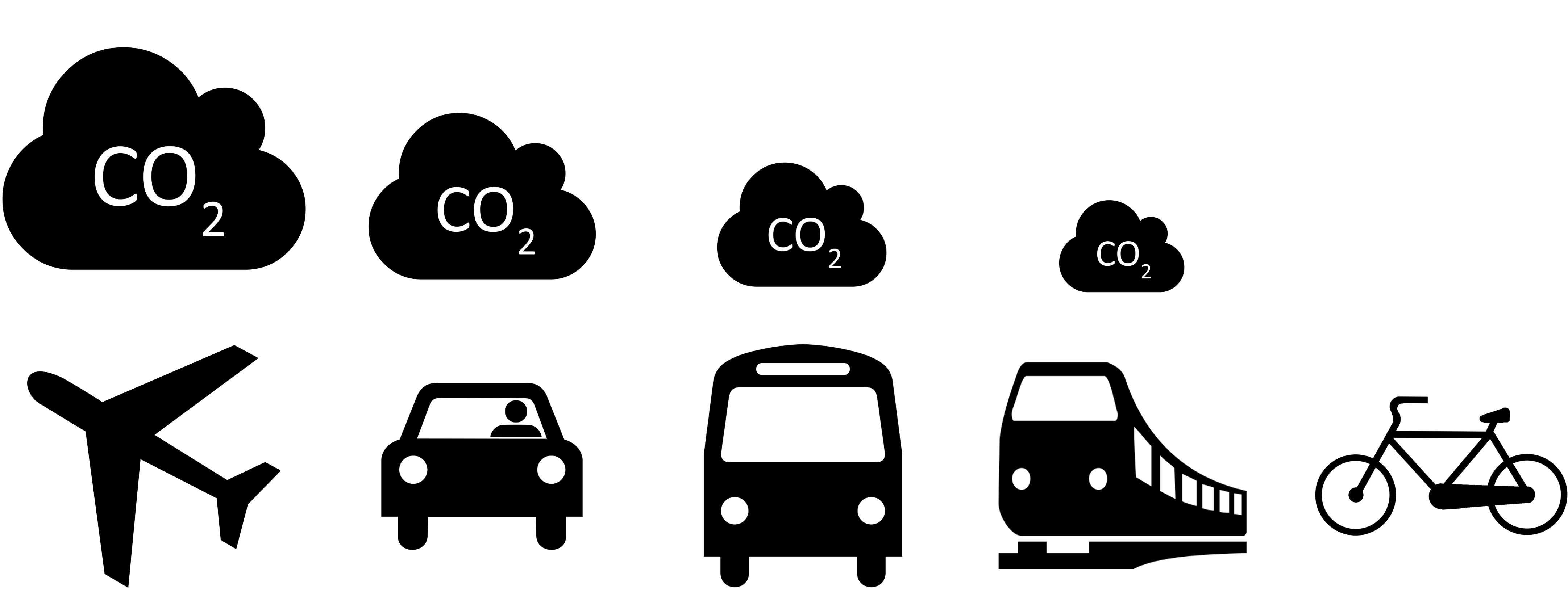
Ślad węglowy popularnych środków transportu.

Ślad węglowy – całkowita suma emisji gazów cieplarnianych wywołanych bezpośrednio lub pośrednio przez daną osobę, organizację, wydarzenie lub produkt. Jest rodzajem śladu ekologicznego.
Ślad węglowy obejmuje emisje dwutlenku węgla, metanu, podtlenku azotu i innych gazów szklarniowych (cieplarnianych) wyrażone w ekwiwalencie CO2.
Miarą śladu węglowego jest tCO2e – tona ekwiwalentu dwutlenku węgla. Różne gazy cieplarniane w niejednakowym stopniu przyczyniają się do globalnego ocieplenia, zaś ekwiwalent dwutlenku węgla pozwala porównywać emisje różnych gazów na wspólnej skali. Na przykład tona metanu odpowiada 25 tonom CO2e.
Ślad węglowy organizacji obejmuje emisje spowodowane przez wszystkie jej działania, wliczając w to zużycie energii przez wykorzystywane przez nią budynki i środki transportu. Ślad węglowy produktu obejmuje emisje spowodowane wydobyciem surowców, z których został wytworzony, produkcją, użytkowaniem oraz składowaniem bądź recyklingiem po zużyciu.
Przy obliczaniu śladu węglowego poszczególnych państw należy brać pod uwagę nie tylko emisje na ich własnym terytorium, lecz także emisje towarzyszące produkcji dóbr importowanych. Według raportu Carnegie Institution for Science z początku 2010 (opartego na danych dla 2004) państwa europejskie "eksportują" ok. 1/3 swoich emisji. W przypadku Szwajcarii emisje, za które odpowiada gospodarka szwajcarska za granicą, są większe niż emisje krajowe.